# Leon Weintraub
Leon Weintraub (ur. 1 stycznia 1926 w Łodzi) – polski lekarz żydowskiego pochodzenia zaangażowany w działania na rzecz pamięci o holokauście.

## Życiorys

### Wczesne lata
Urodził się w żydowskiej rodzinie robotniczej przy ul. Solnej 12 w Łodzi. Jego matka prowadziła pralnię na rogu ulic Wschodniej i Kamiennej. Przed wybuchem II wojny światowej zdążył ukończyć 6 klas szkoły żydowskiej dla chłopców.

### Okres II wojny światowej
Na początku II wojny światowej wraz z rodziną został umieszczony w łódzkim getcie. W tym okresie początkowo pracował w resorcie metalowym i elektrycznym. Po jego likwidacji trafił do obozu koncentracyjnego Auschwitz II - Birkenau, skąd udało mi się przedostać do Gross Rosen. Pracował w Arbeitslager Riese przy realizacji niemieckiego projektu Riese jako elektryk. W 1945 r. przeżył ewakuację Gross Rosen i trzydniowy marsz śmierci. Trafił następnie do kolejnych obozów (m.in. Flossenbürg). W tym okresie przeszedł tyfus plamisty. Pod Donaueschingen doczekał wyzwolenia przez żołnierzy francuskich.

### Okres powojenny
W 1946 r. podjął studia medyczne w w Getyndze, korzystając z puli miejsc przeznaczonych dla dipisów (mimo że nie miał wówczas zdanego egzaminu maturalnego). Ukończył je w Warszawie (1953). Pracował jako ginekolog w I Klinice Położnictwa i Chorób Kobiecych Akademii Medycznej w Warszawie w latach 1953-1966. W tym okresie został członkiem PZPR. W 1966 obronił doktorat na podstawie pracy pt. Przebieg ciąży i rozwój płodu po krwawieniach w pierwszym trymestrze ciąży. Następnie był ordynatorem oddziału ginekologiczno-położniczego w Szpitalu Powiatowym w Otwocku. Na skutek antysemickich wydarzeń marcowych utracił posadę w 1969 r. i zdecydował się na emigrację do Szwecji. Po kursie języka szwedzkiego został skierowany do pracy w szpitalu w Luleå. We wrześniu 1970 r. otrzymał posadę w szpitalu Södersjukhuset w Sztokholmie. Od 1974 r. do emerytury pracował w przychodniach w dzielnicy zamieszkanej przez imigrantów.

## Działania na rzecz pamięci o holokauście
Leon Weintraub był zaangażowany w działania na rzecz pamięci o holokauście udzielając licznych wykładów na ten temat w Polsce, Szwecji i Niemczech.  W 2008 r. zainicjował odrestaurowanie cmentarza żydowskiego w Dobrej. Wielokrotnie uczestniczył w corocznych obchodach likwidacji Litzmannstadt Getto organizowanych w Łodzi. W 2024 r. uczestniczył w uroczystościach związanych z odsłonięciem kamieni pamięci przy ul. Włókienniczej w Łodzi.
W języku polskim ukazał się wywiad-rzeka, w którym Leon Weintraub dzieli się wspomnieniami z okresu II wojny światowej pt. Pojednanie ze złem : historia chłopca z łódzkiego getta (2021).

## Życie prywatne
Podczas studiów w Getyndze poślubił swoją pierwszą żonę, Käthe Hoff; miał z nią trzech synów: Michała, Roberta i Andrzeja. Käthe zmarła po wyjeździe do Sztokholmu. W 1976 wziął ślub z Evą Marie Loose; z tego małżeństwa pochodzi córka Emilia.

## Wyróżnienia
W 2024 roku otrzymał niemiecki Federalny Krzyż Zasługi 1. Klasy.